# Língua de sinais da Nova Zelândia
A língua de sinais da Nova Zelândia (New Zealand Sign Language ou NZSL) é a língua através da qual a comunidade surda, da Nova Zelândia, se comunica.
Tornou-se o terceiro idioma oficial da Nova Zelândia em 6 de abril de 2006, o que significa que todas as instituições governamentais ou comerciais do país tem agora o dever de disponibilizar dados nessa língua, isso inclui tribunais e escolas. Embora tenha raízes na língua de sinais britânica, e é considerado um dialeto da  língua de sinais britânica, australiana e neozelandesa, a (BANZSL) evoluiu, passando a apresentar diferenças aos níveis sintático e morfológico.